# Alexandre François Augustin Petit
Alexandre François Augustin Petit est un homme politique français, né le 24 février 1754 à Magnicourt-sur-Canche et mort le 6 décembre 1830 à Maizières.

## Biographie
Il est député du Tiers état aux États généraux de 1789 pour la province d'Artois.